# Пијаце у Нишу
Пијаце у Нишу постоје још из времена када се град звао Наисус.

## Пијаце у Нишу

### Нишко сајмиште
- Дуваниште, налази се на адреси Византијски булевар бб. Број телефона: 018/206-306.[1]

### Мешовите пијаце
- Криве ливаде, налази се на адреси Булевар Немањића бб. Телефон:018/533-112.

- Бубањ, налази се на адреси Јована Бабунског бб. Телефон:018/262-455.

- Дурлан, налази се на адреси Књажевачка бб. Телефон:018/577-291.

- Ћеле-кула, налази се на адреси Миленка Хаџића бб. Телефон:018/552-330.

- Ратко Јовић, налази се на адреси Булевар 12 фебруар бб.

- Нишка Бања, налази се на адреси Синђелићева бб. Телефон:018/548-220.

- Тврђава, налази се на адреси Ђуке Динић бр.4.Телефон:018/511-939.

- Палилула, налази се на адреси Божидарчева бб.Телефон:018/592-272.

- Медијана, налази се на адреси Булевар Цара Константина бб. Телефон:018/533-113[1]

### Робне пијаце
- ОЦТ - Отворени тржни центар Ниш, налази се на адреси Милојка Лешјанина бр.76. Телефон:018/563-800.

- Цветна пијаца Ниш, налази се на адреси Ђуке Динић бр. 4.Телефон:018/515-048.[1]